# Савченко Григорій Петрович
Григорій Петрович Савченко (11 лютого 1958, село Бурти Кагарлицького р-ну Київської обл.) — український історик і краєзнавець. Кандидат історичних наук (1990), доцент (1992), професор (2011). Голова Київської обласної організації Національної спілки краєзнавців України, член президії правління НСКУ. Почесний краєзнавець України (2013).

## Освіта
Із сім'ї селян. У 1975—1980 рр. навчався на історичному факультеті КДУ ім. Т. Шевченка.

## Кар'єра
- 1980—1986 — старший лаборант, завідувач навчально-методичним кабінетом, заступник секретаря комітету комсомолу Київського медичного інституту ім. О.Богомольця. Під керівництвом д.і.н., проф. М. М. Матвійчука захистив у КДУ в 1990 р. канд. дис. «Партійне керівництво оборонно-масовою роботою серед населення визволених районів України в роки Великої Вітчизняної війни. 1943—1945 рр.».
- Із 1986 — навчається та працює в КДУ ім. Т. Шевченка:
  - аспірант (1986—1989),
  - асистент кафедри історії СРСР (1990—1991),
  - доцент (з 1992), докторант (1993—1996) кафедри новітньої історії України.
  - заступник декана історичного факультету з наукової роботи (1991—1993).
- із 2011 року професор кафедри новітньої історії України КНУ імені Тараса Шевченка.

## Наукова діяльність
Член редколегії журналу «З архівів ВУЧК, ГПУ, НКВД, КГБ». Підготував 3-х кандидатів історичних наук.
Досліджує історію Української революції 1917—1920, Першої та Другої світових війн, життя української політичної еміграції. Автор низки праць з новітньої історії України.
Автор понад 60 наукових праць, серед них:
- «Вінок безсмертя. Книга-меморіал». (1988, у співавтор.);
- Історія прикордонних військ України. — Рівне, 1996 (у співавт.)

Співавтор-упорядник навчальних посібників
- «Україна в XX столітті 1900—1939. Збірник документів і матеріалів» (1997),
- «Україна в XX столітті. Збірник док. і мат.» (2000).

## Список праць
- Савченко Г. 34-й армійський корпус російської армії напередодні та на початку українізації (червень-липень 1917 р.) // Університет: науковий історико-філософський журнал / Київський славістичний університет. — Київ, 2011. — № 2 (40). — С. 56-65

- Савченко Г. Аграрні аспекти соціальних вимог українців російської армії (березень — листопад 1917 року) // Історія та історіографія в Європі. — Київ, 2003. — № 1/2. — С. 190—199.

- Савченко Г. П. Асиміляція / Г. Савченко // Історична наука: термінологічний і понятійний довідник: навчальний посібник для студентів вищих навчальних закладів / [ред. кол. : В. М. Литвин (голова), В. І. Гусєв (заст. голови), А. Г. Слюсаренко (заст. голови), І. В. Бойченко, С. Ф. Пивовар, А. О. Ручка, Т. І. Ящук]. — Київ: Вища школа, 2002. — С. 24-25.

- Кришина Н. Діяльність німецьких економічних організацій в Україні у 1918 році / Н. Кришина, Г. Савченко // Етнічна історія народів Європи: збірник наукових праць / Київський національний університет імені Тараса Шевченка. — Київ, 2004. — № 16. — С. 73-77

- Савченко Г. П. Діяльність Українського Військового Комітету по створенню національних військових формувань у 1917 році // Вісник Київського національного університету імені Тараса Шевченка / Київський національний університет імені Тараса Шевченка. — Київ, 2001. — С. 30-33. — (Історія ; Вип. 57)

- Савченко Г. Етнічні межі автономної України очима військовиків українців російської армії (березень — листопад 1917 року) // Етнічна історія народів Європи: збірник наукових праць / Київський національний університет імені Тараса Шевченка. — Київ, 2001. — № 12. — С.93-96

- Савченко Г. Засідання круглого столу «Уряди Української Центральної Ради» / Г. Савченко, М. Боровик // Історичний журнал: наукове громадсько-політичне видання / Ін-т політичних і етнонаціональних досліджень ім. І. Ф. Кураса НАНУ. — Київ, 2008. — № 3. — С. 125—127.

- Савченко Г. Наукова літеатурно-краєзнавча конференція «Андрій Малишко: слово і пісня» // Краєзнавство: науковий журнал / Нац. спілка краєзнавців України ; Ін-т історії України НАН України. — Київ, 2012. — № 4 (81). — С. 64-72.

- Савченко Г. Неспокій краєзнавчої душі // Краєзнавство: науковий журнал / Нац. спілка краєзнавців України ; Ін-т історії України НАН України. — Київ, 2012. — № 3 (80). — С. 92-101.

- Савченко Г. П. Партийное руководство оборонно-массовой работы среди населения освобожденных районов Украинской ССР в период Великой Отечественной войны (1941—1945 гг.): Автореф… канд. ист.наук: 07.00.01 / Савченко Г. П.; КГУ. — К., 1990. — 24л.

- Савченко Г. П. Польський та український військові рухи у російській армії в 1917 р.: спільне і особливе // Україна і Польща -стратегічне партнерство на зламі тисячоліть. — Ч.1. — К., 2001.

- Савченко Г. Початки українського військового руху в 1917 році в контексті ідеї національної державності // Етнічна історія народів Європи: збірник наукових праць / Київський національний університет імені Тараса Шевченка. — Київ, 2001. — № 9 : Історико-етнологічні дослідження і національна ідея. — С.137 — 140.

- Савченко Г. П. Створення міжнаціональних військових органів у російській армії в 1917 р. // Історія України. Маловідомі імена, події, факти. — Вип. 19. — К.; Донецьк, 2001.

- Савченко Г. П. Українізація 21 корпусу російської армії у 1917 році // Вісник Київського національного університету імені Тараса Шевченка / Київський національний університет імені Тараса Шевченка. — Київ, 2004. — С. 34-37. — (Історія ; Вип. 74/76).

- Савченко Г. П. Українське військо в публіцистиці Симона Петлюри (березень — серпень 1918 рр.) // Симон Петлюра в контексті українських національно-визвольних змагань. — Фастів, 1999.

- Савченко Г. П. Український рух у гарнізонах російської армії Кримського півострова у 1917 р. // Крим в історичних реаліях України. — К., 2004.

- Савченко Г. Український рух у сімферопольському гарнізоні російської армії в 1917 р. // Вісник Київського національного університету імені Тараса Шевченка / Київський національний університет імені Тараса Шевченка. — Київ, 2012. — С. 43-46. — (Історія ; Вип. 113.

- Савченко Г. П. Українські маршові роти в системі поповнення фронтових частин російської армії у 1917 році // Вісник Київського національного університету імені Тараса Шевченка / Київський національний університет імені Тараса Шевченка. — Київ, 2004. — С. 54-57. — (Історія ; Вип. 71/72).

- Савченко Г. П. Федералістські тенденції в діяльності міжнаціональних військових організацій в російській армії в 1917 р. // Вісник Київського національного університету імені Тараса Шевченка / Київський національний університет імені Тараса Шевченка. — Київ, 2001. — До 10-річчя проголошення незалежності України. — С. 33-38. — (Історія ; Вип. 52)

- Савченко Г. П. Характеристики учасників українського військового руху 1917 р. у «Споминах» М. Грушевського // Вісник Київського національного університету імені Тараса Шевченка / Київський національний університет імені Тараса Шевченка. — Київ, 2002. — До 10-річчя проголошення Незалежності України. — С. 48-51. — (Історія ; Вип. 63/64)

## Педагогічна діяльність
Читає нормативний курс —
- «Новітня історія України»

та спеціальні курси —
- «Методологія й методика науково-дослідної роботи студентів»,
- «Історія України XX століття в музейних зібраннях Києва»,
- «Військове будівництво в Україні 1917—1918 роки»,
- «Українська політична еміграція 1920-1930-х рр.»,
- «Політичні репресії в Україні в 1920-1930-х рр.»;

проводить семінарські заняття з курсів:
- «Новітня історія України», «Історія СРСР».

## Громадська діяльність
Голова Київської обласної організації Національної спілки краєзнавців України (від 2009 року), член Президії правління НСКУ.
Член ради Київської обласної організації Українського товариства охорони пам'яток історії та культури, член головної ради УТОПІК (від 2017 року).

## Відзнаки
- Найкращий викладач історичного факультету в 1994/1995 навчальному році.
- «Відмінник освіти України» (1996).
- Нагрудний знак МОН «Петро Могила».
- Почесна грамота Верховної Ради України.
- Почесний краєзнавець України (2013).
- Лауреат Премії імені Павла Чубинського Бориспільської міської ради (2015)[1].
- Лауреат Премії імені Петра Тронька (2023)[2].